# The Tragically Hip
The Tragically Hip (часто просто The Hip) — канадская рок-группа, существовавшая с 1983 по 2017 годы. За время существования The Tragically Hip выпустили 13 студийных и два концертных альбома и свыше полусотни синглов. Девять альбомов группы возглавляли канадские хит-парады, среди её многочисленных наград 12 премий «Джуно» и Премия генерал-губернатора за карьерные достижения в области искусства.

## История
Группа сформировалась в 1983 году в Кингстоне (Онтарио). Её основатели, Горд Дауни (вокал), Бобби Бейкер, Поль Ланглуа (оба — гитара), Горд Синклер (бас) и Джонни Фей, были друзьями детства. Название группы было позаимствовано из вышедшей незадолго до того подборки видеоклипов Майкла Несмита «Части слона». Во время выступления на сцене Horseshoe Tavern в Торонто группа попалась на глаза президенту компании MCA Records Брюсу Дикинсону и произвела на него такое впечатление, что он предложил её участникам контракт. В 1987 году вышел мини-альбом, носивший то же название, что и группа, а через два года её первый большой студийный альбом, Up to Here: New Orleans Is Sinking, уже оказался в центре внимания критиков, оценивших мощный вокал Дауни, и стал в Канаде трижды платиновым, а группа получила «Джуно» как самые многообещающие дебютанты.
Третий альбом группы, Fully Completely, выпущенный в 1992 году, выходит на международную арену. Песни из него попадают в хит-парады штатов Мичиган и Нью-Йорк. За этот альбом Tragically Hip получили шесть премий «Джуно». Успех был развит, когда вышел альбом Day for Night. Группа гастролирует по Канаде и Среднему Западу США при переполненных залах, а песня «Grace, Too» попадает в чарты современного рока. У Tragically Hip появляется своя постоянная аудитория из числа поклонников инди-рока. В Канаде группа завоевала «Джуно» как лучшая группа 1995 года.
Следующий альбом, Trouble at the Henhouse, вышел слишком близко по времени к предыдущему, а его содержание не слишком подходило для радио, но на концертах новые песни вызывали фурор. Классический рок с привкусом кантри выделялся на фоне господствовавшего в середине 90-х годов гранжа. В 1996 году в Детройте, во время гастролей с материалом Trouble at the Henhouse, группа записала свой первый живой альбом, Live Between Us. Материал концерта вышел в практически неотредактированном виде, но группе, бывшей на пике популярности, это не помешало. В 1997 году Tragically Hip во второй раз становятся группой года в Канаде, а Trouble at the Henhouse получает «Джуно» в номинации «альбом года».
В дальнейшем группа возвращается в своих композициях к классическому рок-н-роллу. Их шестой студийный альбом, Phantom Power, сайт Allmusic называет их наиболее цельной работой. В 1999 году Tragically Hip принимает участие в новом Вудстокском фестивале, снова получив восторженные отзывы. Phantom Power стал рок-альбомом 1999 года в Канаде, а в 2000 году сингл из него, «Bobcaygeon», был удостоен «Джуно» как сингл года. Через год рок-альбомом года был признан очередной диск группы, Music @ Work.
В 2001 году Дауни выпускает книгу стихов и сольный альбом, Coke Machine Glowе, а затем возвращается в группу, с которой записывает уже девятый альбом In Violet Light. В 2002 году Tragically Hip принимают участие в гала-концерте по случаю 50-летия царствования королевы Елизаветы II. В 2005 году команда выпустила бокс-сет Hipeponymous, в который вошли два компакт-диска (сборник лучших хитов группы, Yer Favourites), и два DVD (концертный альбом That Night in Toronto: Pierre & Francois Lamoureux и сборник всех видеоклипов группы). Бокс-сет стал в Канаде платиновым и выиграл «Джуно» в номинации «лучший музыкальный DVD». После этого вышли еще два студийных альбома: World Container (сингл из которого, «In View», возглавил канадский хит-парад) и We Are the Same.
В 2015 году у лидера The Hip, Горда Дауни, была диагностирована глиобластома. Диагноз не помешал фронтмену совершить с группой тур по случаю выхода её последнего альбома Man Machine Poem. Дауни скончался 17 октября 2017 года.

## Дискография

### Студийные альбомы
- The Tragically Hip (мини-альбом, MCA, 1987)
- Up to Here (MCA, 1989); бриллиантовый (Канада, 1 000 000 экз., 1999)[6]
- Road Apples (MCA, 1991); бриллиантовый (Канада, 1 000 000 экз., 2017)[7]
- Fully Completely (MCA, 1992); бриллиантовый (Канада, 1 000 000 экз., 2007)[8]
- Day for Night (MCA, 1994); шесть раз платиновый (Канада, 600 000 экз., 1995)[9]
- Trouble at the Henhouse (MCA/Atlantic, 1996); пять раз платиновый (Канада, 500 000 экз., 1999)[10]; «Джуно» в номинации «альбом года»[11]
- Phantom Power (Universal/Sire, 1998), трижды платиновый (Канада, 300 000 экз., 1998)[12]
- Music @ Work (Universal, 2000); дважды платиновый (Канада, 200 000 экз., 2000)[13]
- In Violet Light (Universal, 2002); платиновый (Канада, 100 000 экз., 2002)[14]
- In Between Evolution (Universal, 2004); платиновый (Канада, 100 000 экз., 2004)[15]
- World Container (Universal, 2006); платиновый (Канада, 100 000 экз., 2006)[16]
- We Are the Same (Universal, 2009); платиновый (Канада, 80 000 экз., 2009)[17]
- Now for Plan A (Universal, 2012); золотой (Канада, 2013) [18]
- Man Machine Poem (Universal, 2016); золотой (Канада, 2016)[19]

### Концертные альбомы
- Live Between Us (Universal, 1997); дважды платиновый (Канада, 200 000 экз., 1997)[20]

### Сборники
- Yer Favourites (Universal, 2005); бриллиантовый (Канада, 1 000 000 экз., 2023)[7]
- Hipeponymous (бокс-сет, Universal, 2005); платиновый (Канада, 100 000 экз., 2007)[21]; «Джуно» в номинации «музыкальный DVD года»[22]

### Избранные синглы

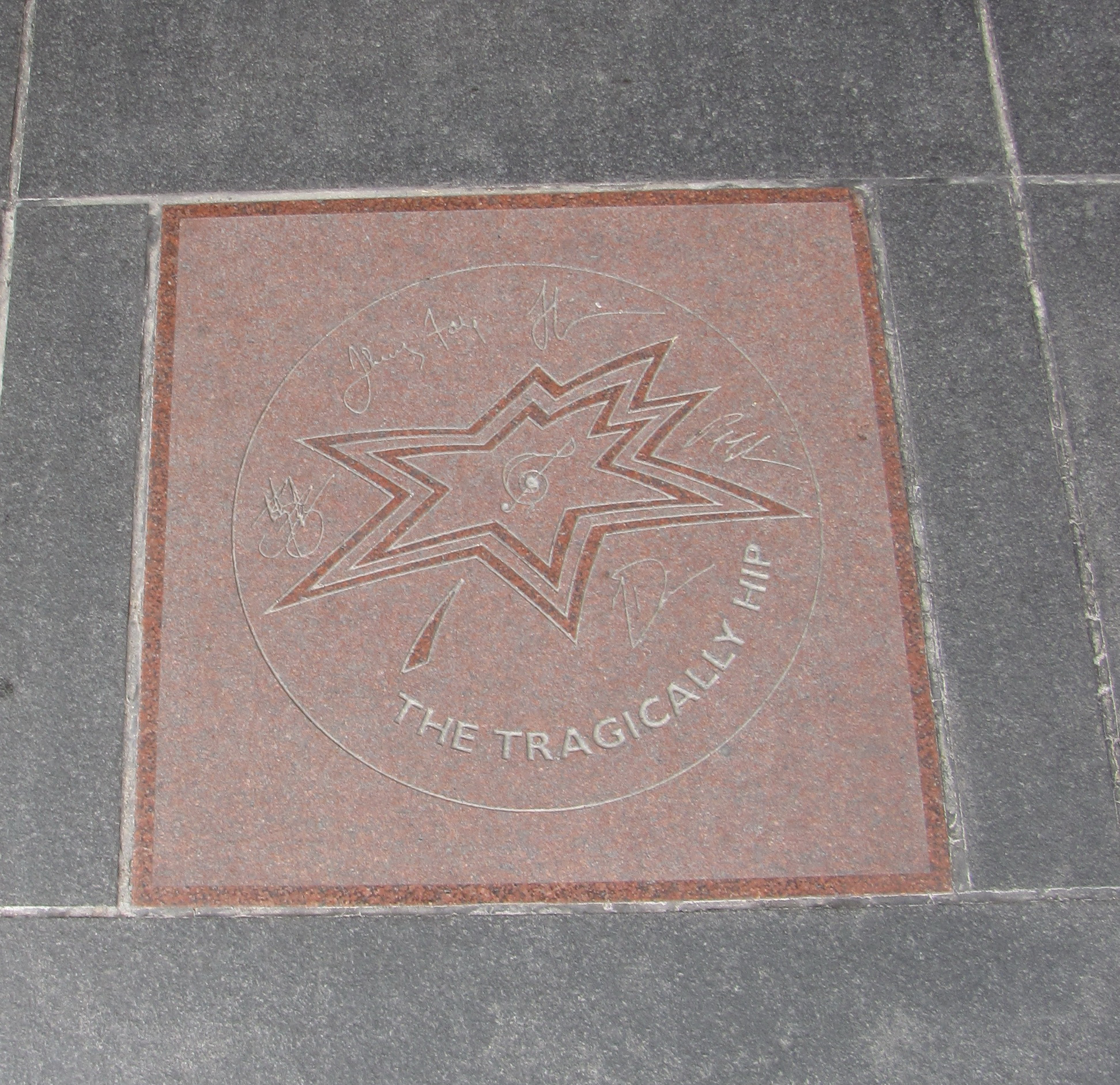
Звезда The Tragically Hip на Аллее славы Канады

- «Ahead by a Century» (MCA, 1996); первое место в канадском чарте синглов (июль 1996)[23]
- «Bobcaygeon» (Universal, 1999); «Джуно» в номинации «сингл года»[24]
- «In View» (Universal, 2005); первое место в канадском чарте синглов[25]

## Награды
В общей сложности к 2010 году группа 41 раз номинировалась на «Джуно», завоевав это приз 12 раз в различных категориях. В 2002 году Tragically Hip получили собственную звезду на Аллее славы Канады, а во время церемонии вручения наград «Джуно» 2005 года было сообщено об их включении в Зал славы канадской музыки. В 2008 году группа была удостоена Премии генерал-губернатора за карьерные достижения в области искусства.